# Авторитарная демократия
Авторита́рная демокра́тия — форма авторитаризма, при которой правящая государственная элита декларирует принцип защиты интересов различных категорий общества.
Концепция появилась в Италии эпохи фашизма под названием «органи́ческая (функциона́льная) демокра́тия» (итал. democrazia organica) и определялась как тип политико-административной организации общества, разрабатывавшийся для исправления ошибок, присущих партократии при режиме либеральной демократии, в качестве альтернативы либерально-демократической партийной системы и марксистской теории диктатуры пролетариата.

## В Италии (с точки зрения сторонников)
Фашизм — это метод, а не цель на пути от автократии к демократии.Бенито Муссолини, интервью газете Sunday Pictorial (Лондон), 12 ноября 1926
Органическая демократия основывается на двух принципах: коммунитаризм и участие населения в управлении. Согласно этой теории, с одной стороны, благосостояние общества в целом имеет приоритет над частными интересами; с другой стороны, решения принимаются непосредственно в различных сегментах общества:
- согласно территориальной дифференциации — в семье, кондоминиуме, районе, на уровне муниципалитета и т. д.
- согласно профессиональной принадлежности — в организациях, представляющих людей одной профессии или рода деятельности — корпорациях, синдикатах, профсоюзах, трейд-юнионах и т. д.

Такой способ организации общества рассматривался сторонниками органической демократии более правильным, так как он основывается на первичных социальных отношениях, в отличие от искусственного разделения общества, присущего политическим партиям с их личной и идеологической борьбой.. Считается, что органицизму в экономике соответствует корпоративизм, и, наоборот, корпоративизму в политике соответствуют принципы органической демократии.

### Особенности системы
В условиях органической демократии подразумевается отсутствие общенациональных выборов, с кандидатами, отобранными и предложенными партиями: партии не обязательно запрещены, но выполняют другие функции, не связанные с выборами. Если в либеральной демократии фактически партии представляют избирателям своих кандидатов, то в органической демократии предполагается принцип, согласно которому каждый избиратель знает кандидатов лично и осведомлён об их качествах, что, таким образом, приводит к пирамиде выборов на разных уровнях, в которых избираемые не нуждаются в ссылке на партию.
Во всех выборах избиратели представлены в ограниченном количестве, так как эти выборы происходят в пределах отдельных общин или производств, составляющих нацию: так реализуется возможность того, что каждый из избирателей знает кандидатов лично и, таким образом, в состоянии судить их по их собственным делам. Далее, каждый голос представителя, который, в свою очередь, от имени своих избирателей, участвует в выборах верхнего уровня, голос представителя второго уровня в выборах третьего уровня и так далее, реализуя таким образом принцип иерархии, от наименьшей нуклеарной единицы: квартала, района или какой-либо другой, достигая массива всего государства в рамках единой палаты представителей корпораций, структуры, отвечающей за вопросы общенародного характера (в то время как нижестоящие представительные органы ведают вопросами, касающимися только конкретной территории или области экономики).
Это упрощает всю выборную систему репрезентации, потому что многочисленные мелкие выборы технически более управляемые, чем всеобщие общенациональные выборы. Упрощение происходит как с точки зрения организации, так и с точки зрения избирательных циклов, потому что сегментарность даёт возможность быстро подготовить новое голосование в случае необходимости. Одновременно, такой подход способствует меритократии: чем выше уровень выборов в соответствии с иерархией, тем более достойные люди туда выдвигаются. Каждый общественный администратор в такой системе будет постоянно подвергаться испытанию на соответствие занимаемой должности, так как речь идёт не о фиксированных по срокам выборах, а о квотах, обеспеченных электоральной поддержкой.
Основная идея заключается в устранении дефектов, типичных для либеральной демократии, заключающихся в так называемой партократии и основанных на партийной пропаганде, демагогии, коррупции, инерции («привязанности к креслу»), непрозрачности и забюрократизованности. В теории, органическая демократия представляет то, что можно было бы считать обязательным базовым элементом синдикализма или одним из вариантов анархистского понимания идеального государства, с той лишь разницей, что, в то время как анархистская и синдикалистская идеологии очень свободолюбивы, не приемлют авторитетов, корпоративизм же традиционно очень иерархичен.
Органической демократии наиболее соответствует историческая модель корпоративной (цеховой) организации позднего средневековья.